# Otto Siffling
Otto Siffling (Mannheim, 3 agosto 1912 – Mannheim, 20 ottobre 1939) è stato un calciatore tedesco, di ruolo attaccante.

## Carriera
Giocò per tutta la carriera nel Waldhof Mannheim, per cui segnò circa 120 gol. In Nazionale giocò in due mondiali e segnò 5 reti in una partita contro la Danimarca nel 1937. Fu un gran bevitore e fumatore e morì di un malanno misterioso nel 1939.